# Nuša Lesar
Nuša Lesar, slovenska televizijska in radijska voditeljica ter manekenka, * 24. december 1986.
Začela je kot novinarka in moderatorka na Radiu Urban. Od 31. avgusta 2009 je sovoditeljica oddaje Svet na Kanalu A.
Diplomirala je leta 2016 na Fakulteti za farmacijo v Ljubljani.

### Manekenstvo
Nastopila je na modni reviji spodnjega perila znamke Lisca za sezono pomlad-poletje 2009 in modnem spektaklu idrijske čipke v Idriji Leta 2011.
Pojavila se je v videospotu za pesem »Šopek maka« Anžeja Dežana (2009).

### Zasebno
Odraščala je v Ribnici. Je ločena. Z dolgoletnim partnerjem Gregorjem Krušičem, direktorjem Teniške zveze Slovenije, sta junija 2023 dobila sina.

## Nagrade in priznanja
- 2010: Femme Fatale Slovenije - nominacija[12]
- 2012: strokovni viktor za obetavno medijsko osebnost leta 2011 - nominacija[13]

## Resničnostne oddaje

### Zvezde plešejo
- 2017: plesala z Andrejem Rebulo (izločena v 8. tednu)[14]